# Georg II av Kakheti
Georg II av Kakheti, död 1513, var en georgisk monark. Han var kung i kungariket Kakheti mellan 1511 och 1513.